# Лазский национальный костюм
Лазский национальный костюм (тур. Laz kıyafeti) — традиционная одежда лазов, исторически проживавшего на побережье Чёрного моря в Лазистане (северо-восток Турции и прилегающие районы Грузии). Основы лазского костюма сформировались ещё до османского завоевания края. Мужской костюм отличался строгостью и функциональностью, а женский — богатством узоров и украшений.

## Элементы мужского костюма
Традиционный мужской лазский костюм состоял из нескольких характерных элементов. Головным убором служила повязка «кабалак» — чёрный платок, плотно обматываемый вокруг головы и украшенный золотистой каймой. Поверх рубахи надевался короткий шерстяной жилет («чепкен») . Низ костюма составляли широкие тёмные шаровары («туман» или «потур»), заправляемые в узкие кожаные сапоги («чизме») . В холодную погоду на жилет надевалось длинное шерстяное пальто («аба»). Комплект дополнял широкий кожаный пояс («кемер») с прикреплённым кинжалом и патронташом.
Одежная традиция лазов оказала влияние и на соседние народы: например, в XIX в. понтийские греки заимствовали у лазов широкие тёмные шаровары («зипка») для своих мужских нарядов.

## Элементы женского костюма
Традиционный женский лазский костюм включал длинную лёгкую рубаху свободного покроя со свободными рукавами и просторные шаровары. Обязательным аксессуаром был тканый полосатый фартук «долайлык», обматываемый вокруг талии. Главным элементом наряда служила кешан — украшенная вышивкой хлопковая шаль, покрывающая голову и плечи женщины  . Орнаменты на «долайлыке» и «кешане» (геометрические узоры белого, чёрного и бордового цветов на цветном фоне) указывали на регион происхождения женщины: например, женщины из Сюрмене носили фартуки с красно-чёрными полосами, из Акчаабата — с кремово-бордовыми, а из Тоньи — с коричнево-чёрными.

Галерея
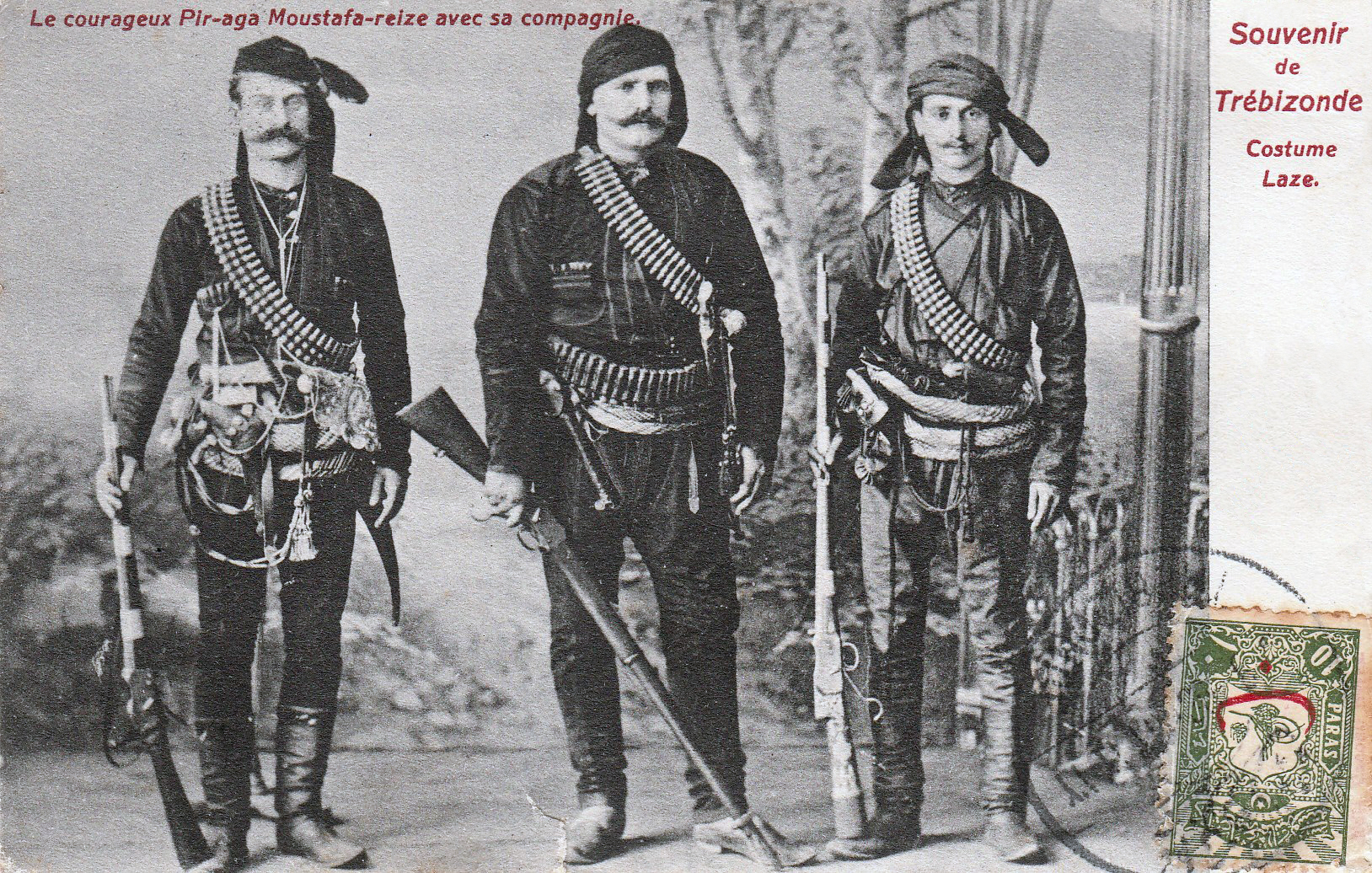
Открытка с изображением солдат в лазской национальной одежде, Трабзон
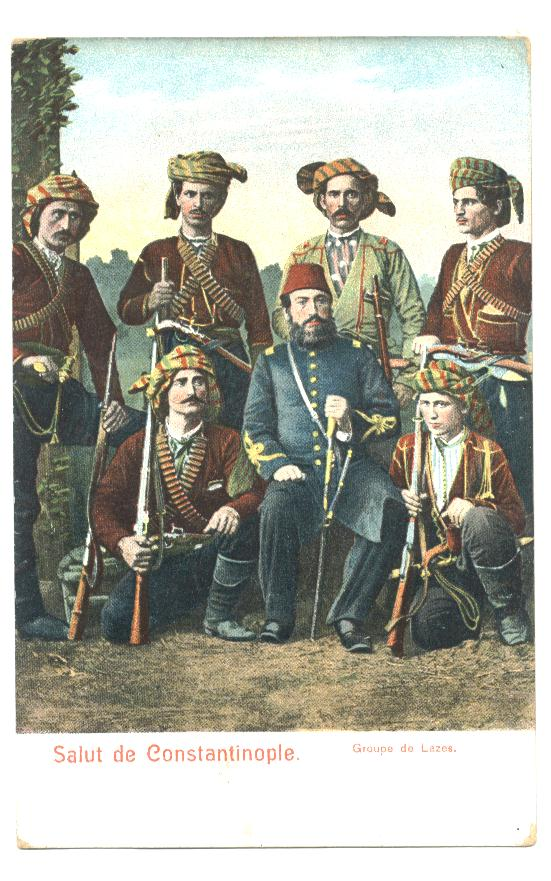
Чуруксулу Али-паша с османскими грузинами и лазами, XIX век
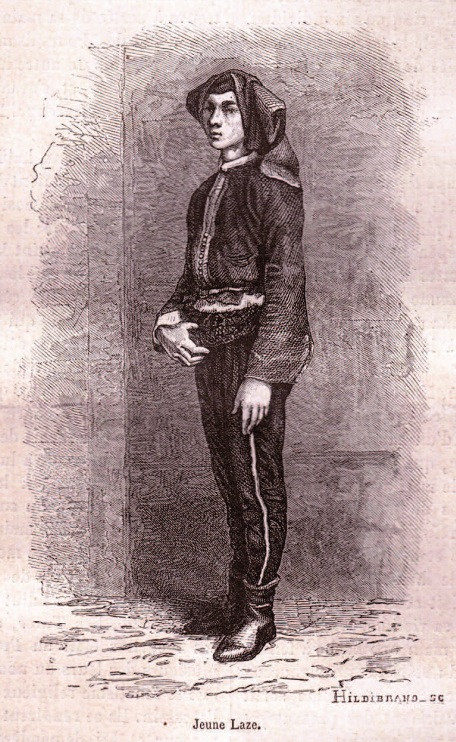
Молодой лаз, гравюра из Le Tour du Monde, основанная на рисунке Теофиля Дейроля, который путешествовал по Турции и Грузии в 1870-х годах.
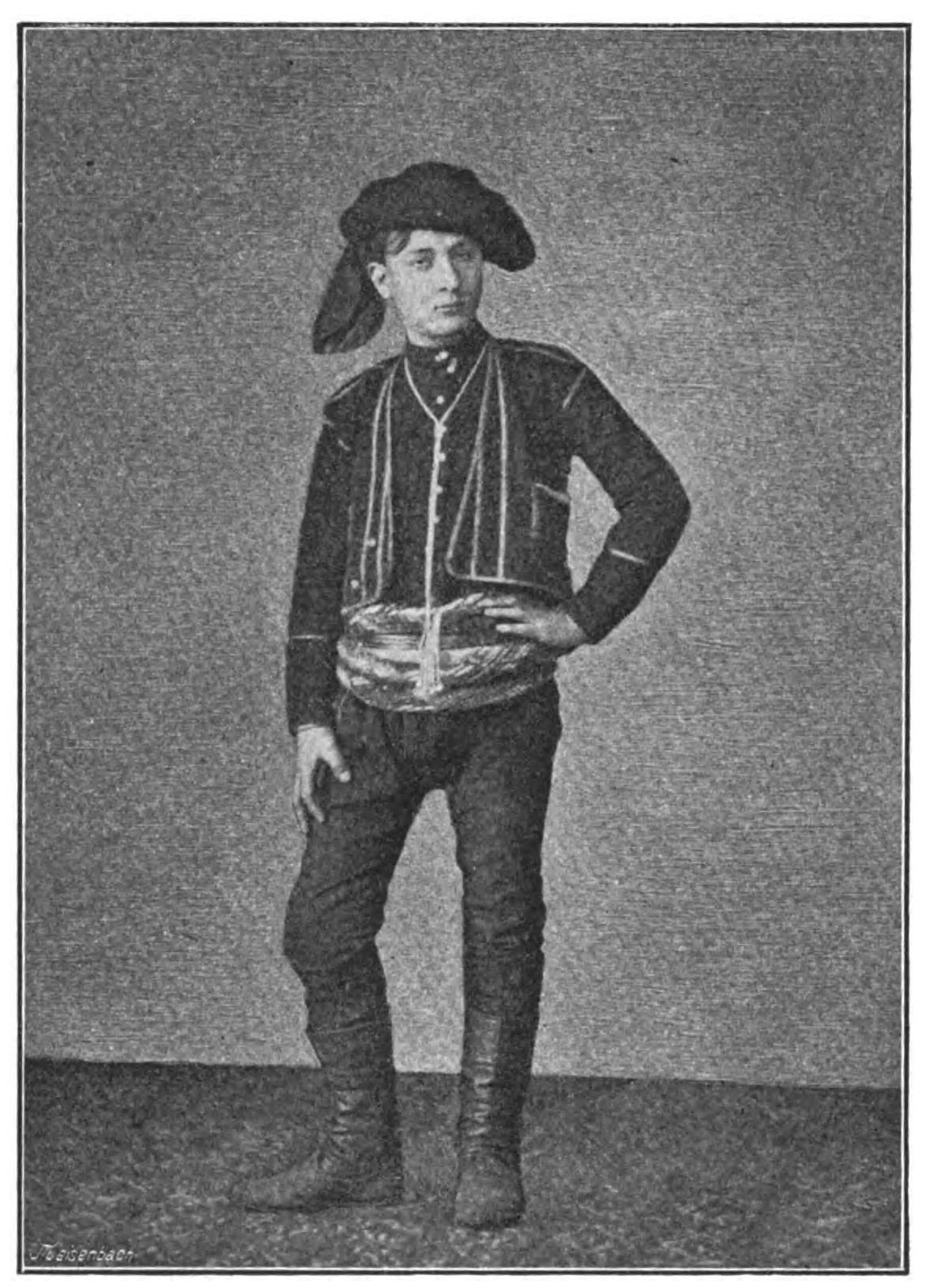
Житель Лазистана. Фотография датируется 1897 годом и была опубликована в немецком путевом очерке «От Кавказа до Персидского залива».

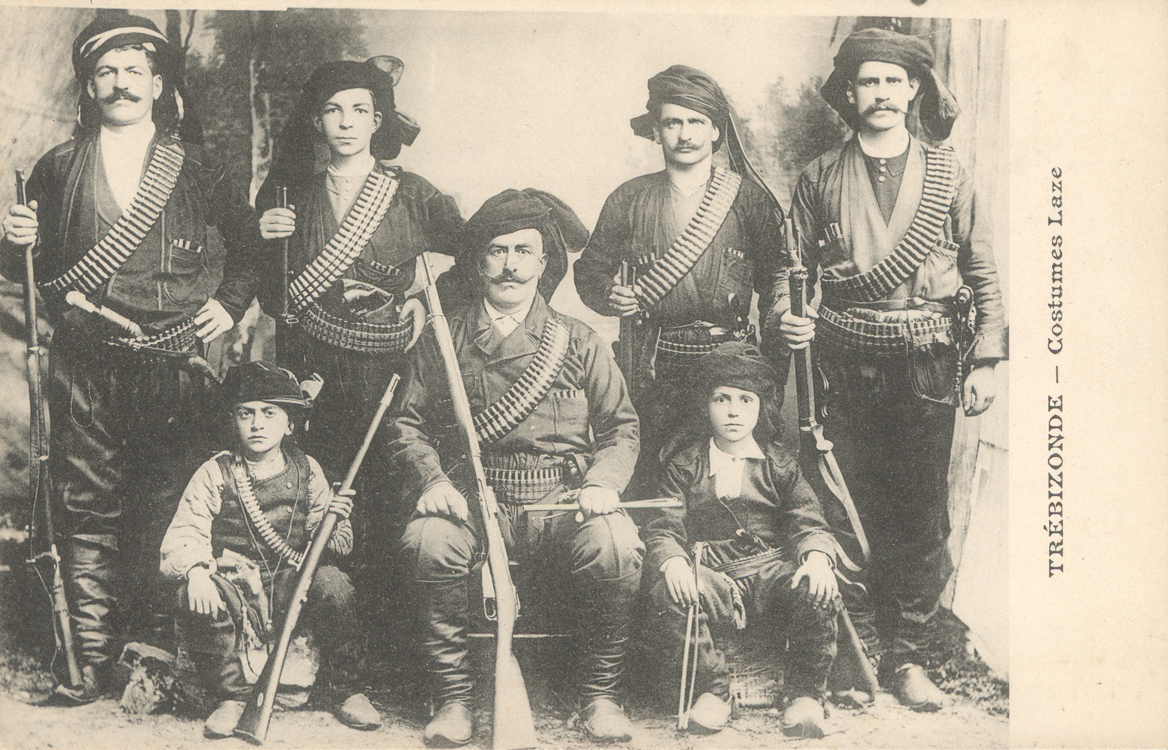
Лазы из Трабзона, ок. 1910 года.
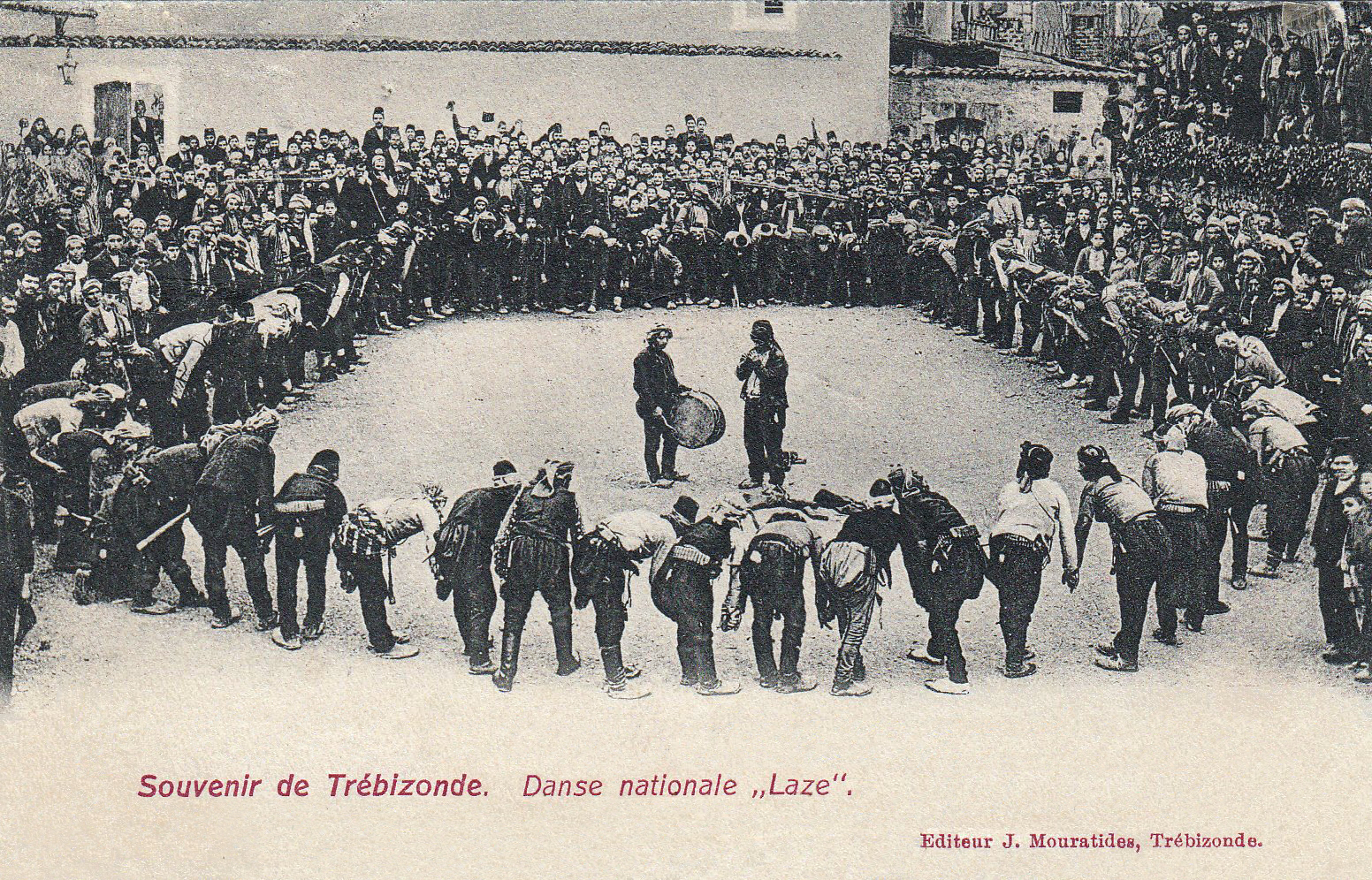
Открытка с изображением Трабзона, на которой изображен национальный танец Хорон.
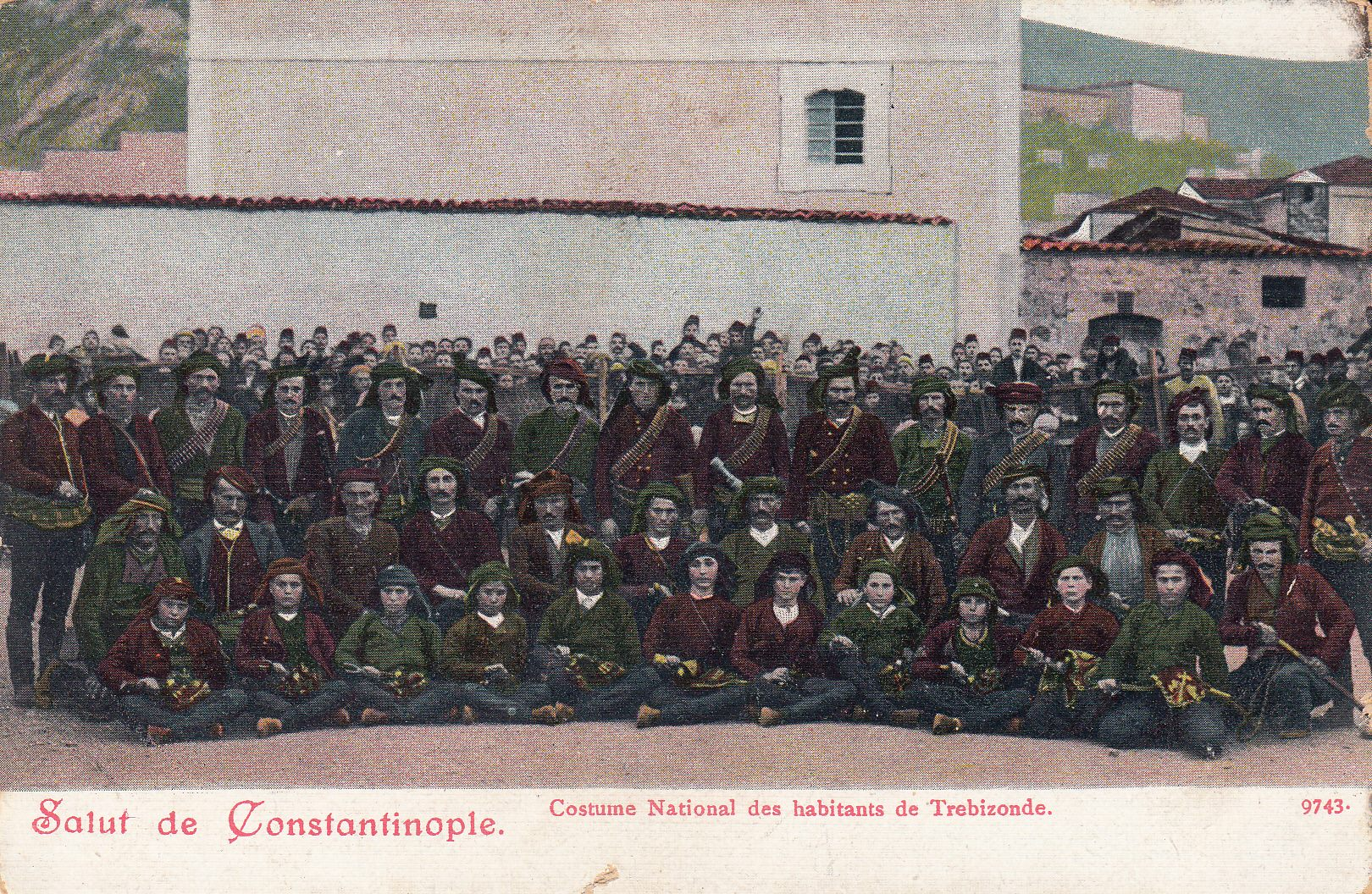
Солдаты в традиционной одежде, Константинополь, 1900-е гг.
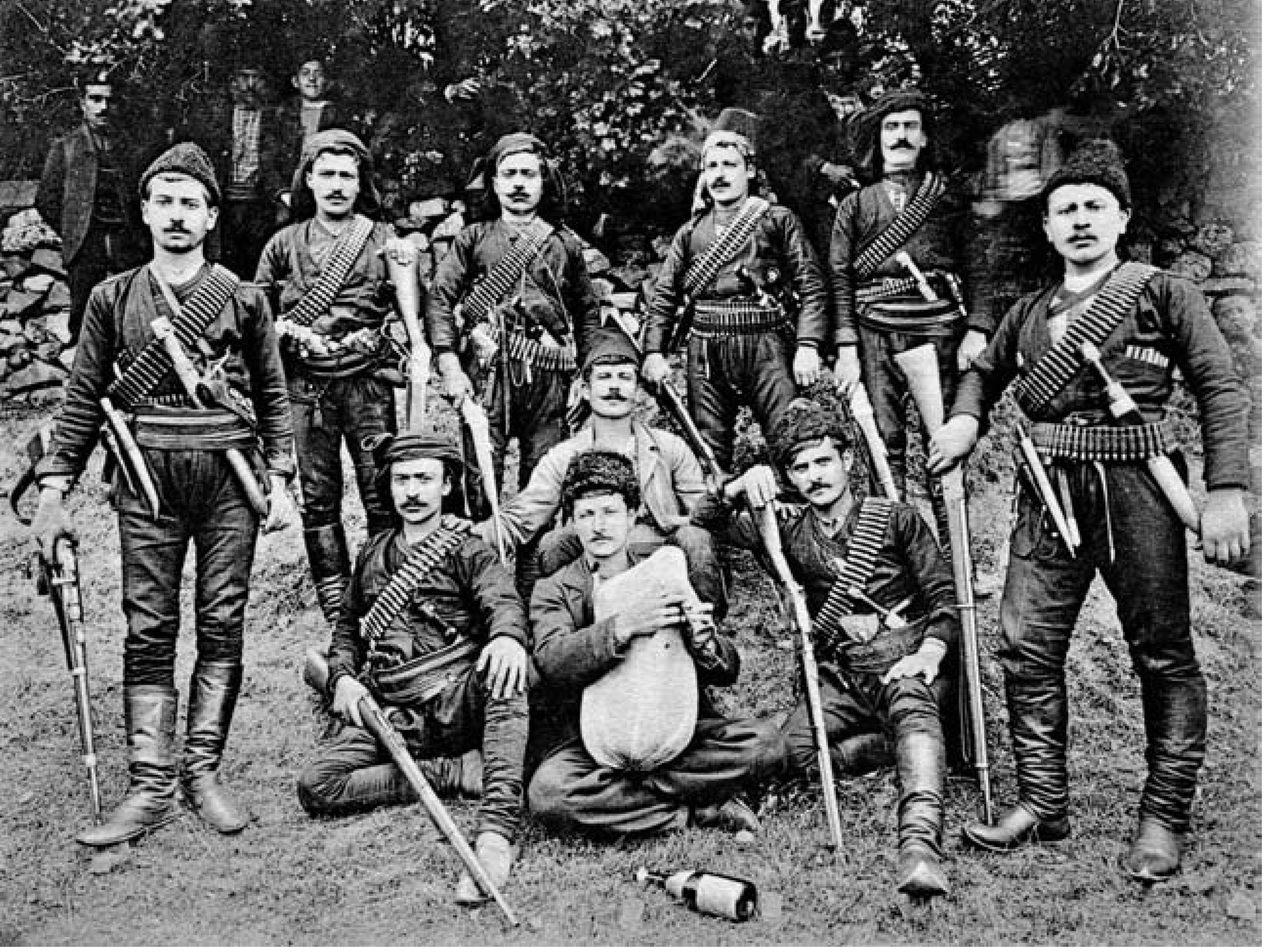
Лазские солдаты в Самсун.

## Материалы, цвета и орнаменты
Материалы лазских костюмов были преимущественно натуральными. Мужские куртки, штаны и жилеты шились из плотной шерстяной ткани тёмных тонов, сапоги — из кожи. Женские «кешаны» и «долайлыки» шились из хлопка или тонкой шерсти. Орнаментация костюма выполнялась геометрической вышивкой: на «кешане» часто встречаются белые и чёрные узоры на красно-коричневом фоне  Цветовая палитра женского костюма яркая — помимо белого и чёрного используются бордовый, красный, коричневый, кремовый и другие оттенки. Мужской костюм, напротив, оставался монохромным — доминировал чёрный цвет.

## Современное состояние и использование в культуре
В XX–XXI веках традиционный лазский костюм практически вышел из повседневного обихода. Мужчины почти полностью отказались от прежней национальной одежды. Женщины тоже редко надевают «кешан» и «долайлык» в обычной жизни: эти элементы сохранились главным образом у старшего поколения. Вместо этого традиционные ткани нашли применение в быту: из них шьют кухонные прихватки, покрывала и другие предметы домашнего обихода. Национальные костюмы лазов теперь используются главным образом как праздничные или сценические наряды, а также экспонируются в музейных коллекциях.